# グイ・ルンメイ
グイ・ルンメイ（繁体字: 桂綸鎂、英語: Kwai Lun-mei、拼音: Guì Lúnměi、1983年12月25日 – ）は、台湾の女優。ニックネームは小鎂。
日本語文献では「グイ・ルンメイ」とされるが、この「グイ」は普通話（北京語）の guì（グエイ、グイ）から来ている。英語文献では広東語の gwai3（クワイ）からの Kwai が使われる。

## 人物・経歴
1983年12月25日生まれ。血液型はO型。身長164cm。台北市私立薇閣高級中学卒。淡江大学フランス語・フランス文学科卒。大学在学中の2004年9月に、フランスのリヨン第3大学に交換留学生として在籍している。
17歳の時に台北で映画監督であるイー・ツーイェンにスカウトされ、2002年に『藍色夏恋』でデビューし、一躍脚光を浴びた。大学在学中は学業優先だったが、フランス留学を経た2007年には『遠い道のり』や、ジェイ・チョウが監督を務めた『言えない秘密』に出演。その後は台湾のみならず、中国や香港の映画にも多数出演している。
2012年に『GF*BF』で第49回金馬奨最優秀主演女優賞と第55回アジア太平洋映画祭最優秀主演女優賞を受賞。『聖誕玫瑰』（2013年）、『薄氷の殺人』（2014年）、『足を探して』（2020年）でも金馬奨主演女優賞にノミネートされており、現在では台湾映画界を代表する女優の1人となっている。

## 出演作品

### 映画
- 藍色夏恋（藍色大門 Blue Gate Crossing）（2002年/台湾） - モン・クーロウ 役
- サウンド・オブ・カラー 地下鉄の恋（地下鐵 Sound of Colors）（2003年/台湾）
- 時の流れの中で（經過 The passage）（2004年/台湾/※第17回東京国際映画祭で上映） - チン 役
- 遠い道のり（最遥遠的距離 The Most Distance Course）（2007年/台湾） - シャオユン 役
- 言えない秘密（不能說的秘密 Secret）（2007年/台湾） - シャオユー 役
- （女人不壊 All About Woman）（2008年/香港） - 鉄拳（鐵菱） 役
- 停車（中国語版）（停車 Parking）（2008年/台湾/※2009大阪アジアン映画祭で上映） - 陳莫の妻 役
- （闔家觀賞 2008年/台湾/※オムニバス作品『天黑．夏午．闔家觀賞』より）
- 台北カフェ・ストーリー（第36個故事 Taipei Exchanges）（2010年/台湾） - ドゥアル 役
- 海洋天堂（海洋天堂 Ocean Heaven）（2010年/中国・香港） - リンリン 役
- 密告・者（綫人 The Stool Pigeon）（2010年/香港） - ディー 役
- 肩の上の蝶（肩上蝶 Rest on Your Shoulder）（2011年/中国・香港/※2011東京／札幌・中国映画週間等で上映） - バイラン（白蘭） 役
- ドラゴンゲート 空飛ぶ剣と幻の秘宝（龍門飛甲 Flying Swords of Dragon Gate）（2011年/中国・香港） - チャン・シャオウェン 役
- ハッピーイヤーズ・イブ（全球熱戀 Love In Space）（2011年/中国・香港） - リリー 役
- 星空（星空 Starry Starry Night）（2011年/中国・香港） - 成長したシエ・シンメイ（謝欣美） 役（特別出演）
- （鑰匙 KEY）（2011年/中国・香港/※オムニバス作品『10+10』より）
- （愛在五日以後） - （上班族） 役
- GF*BF（女朋友。男朋友 GF*BF）（2012年/台湾） - リン・メイバオ（林美宝） 役
- （聖誕玫瑰）（2013年） - （李靜）
- （天涯知己）（2013年） - （Vicky）
- 薄氷の殺人（白日焰火 Black Coal, Thin Ice）（2014年/中国・香港） - ウー・ジージェン 役
- （觸不可及 One Step Away）（2014年/中国） - ニン・ダイー（寧待） 役
- あの頃、この時（我們的那時此刻 The Moment）（2014年/台湾） - ナレーション
- （德布西森林 Forêt Debussy）（2016年/台湾） - 娘（女兒） 役
- （美好的意外 Beautiful Accident）（2017年/中国） - リユザン（李雨燃） 役
- ザ・ビッグコール 史上最強の詐欺師たち（猜猜我是誰 The Big Call）（2017年/香港・中国） - リウ・ファン 役
- 幸福路のチー（幸福路上 On Happiness Road）（2017年/台湾） - チー 役（声の出演）
- 鵞鳥湖の夜（南方車站的聚会 The Wild Goose Lake）（2019年/中国・フランス） - アイアイ 役
- 足を探して（腿 A Leg）（2020年/台湾/※2020年・第33回東京国際映画祭で上映）
- ドライブ・クレイジー:タイペイ・ミッション（Week-end à Taipei）（2024年/フランス） - ジョーイ 役
- Dear Stranger/ディア・ストレンジャー（2025年公開予定/日本・台湾・アメリカ） - ジェーン 役[2][3]

### ドラマ
- （危險心靈）（2006年）（2006年/PTS） - アイリー（艾莉） 役
- ポリスマン（波麗士大人）（2008～2009年/TTV、SETTV） - ファン・ファンイ（黃方儀） 役
- 台北女子図鑑（台北女子圖鑑）（2022年/Disney+） - リン・イシャン（林怡姍）役

### CM
- ネスカフェ　讀書篇（2002年）
- 国民劇場　台湾VS東欧映像展（2004年） - ナレーション
- 左岸咖啡館（2005年）
- 行政院環境保護署　リサイクル（2006年）
- 台湾国際映像博覧会（2006年） - ナレーション
- J'code 真愛密碼（2006年）
- Dior雪晶靈（2007年）
- 女性用品　嬌爽 抗菌護墊（2007年）
- 国家映像教育扎根計畫（2007年） - ナレーション
- 財団法人台湾著作権保護基金會（2007年）
- 中国信托 フィルムの時間の写真展覧会（2007年） - ナレーション
- 喜憨兒基金會　憨喜農場（2007年）
- 国家地理学チャンネル　故宮の特集（2007年） - ナレーション
- Leeジーンズ（2007年）
- ソニーウォークマン　Feel My Heart（2007年）
- セブンイレブン CITY CAFE（2007年）
- オンラインゲーム　ZODIAC Online（星辰 Online）（2008年）
- ソニーウォークマン　Feel My Heart2（2008年）
- セブン-イレブン CITY CAFE（2008年）
- 映画『ウォーリー』Wall・E）（2008年） - ナレーション
- 家扶基金会　國外貧童認養計劃（2008年） - ナレーション
- 關懷巴掌仙子 Target Five 五重保護計画（2008年） - ナレーション
- 林鳳營高品質鮮乳　完美編（2008年）
- Kose 潤肌精（2008年）
- アキュラ TL（2008年）
- LG　携帯電話（2009年）
- ヤマハ・ジョグ CIAO（2009年）
- Channel V（2009年）
- 台湾衛生署疾病管理局疾病対策センター（2009年）
- 台湾衛生署疾病管理局疾病対策センター「齊力抗結核」活動（2009年）－ナレーション
- CD　ジェイ・チョウ（周杰倫）『僕はとっても忙しい／我很忙～JAY CHOU ON THE RUN』（2009年）－ナレーション
- 第12回 台北映画祭 (2010年)
- セブン-イレブン CITY CAFE (2010年)
- 古道 燕麥奶茶 (2010年)
- 益達（Extra）チューイングガム（2011年）
- 優健美（2011年）
- CASIO SHEEN（2012年）
- Nikonデジタルカメラ（2012年）
- ニュートロジーナ（露得清）（2012年）
- LINE（2013年）
- 天地合補美容飲（2013年）

### PV
- 陳綺貞（チェン・チーチェン）『小步舞曲（Our Love）』（2003年）
- 蔡健雅（タニア・チュア）『無底洞(Bottomless pit)』『陌生人』（2003年）
- F.I.R.（飛兒樂團）『我們的愛』（2004年）
- 光良（グァンリァン、マイケル・ウォン）『都是你』（2006年）
- 周杰倫（ジェイ・チョウ）『Secret/不能説的秘密』（2007年）
- グイ・ルンメイ『海洋天堂』（2010年）
- 周杰倫（ジェイ・チョウ）『說了再見』（2010年）
- 光良（グァンリァン、マイケル・ウォン）『太天真』（2010年）

### サウンドトラック
- 危險心靈　オリジナルサウンドトラック　『我希望（民謠版）』収録（2006年）
- 女人不壞　オリジナルサウンドトラック『哈囉 麥克風』収録（2008年）
- 不能没有你　オリジナルサウンドトラック『海洋对陆地说』収録（2009年）
- 海洋天堂　オリジナルサウンドトラック『海洋天堂』収録（2010年）

### 雑誌
- Vogue Taiwan (2010年1月号、台湾）
- ELLE MEN（2011年6月号、台湾）
- Esquire（2011年12月号、香港）
- 優家画報U+（2013年3月号）
- ELLE（世界時装之苑）（2013年4月号）
- FASHION WEEKLY（風尚志）（2013年6月号）

### その他
- イベント：Vivienne Westwoodショーモデル（2008年6月6日）
- CD：1976『Late Summer of 1976』（2004年07月12日発売）－ジャケット写真
- 写真集：エディ・ポン彭于晏『墾丁15X6』(2008年7月23日出版)
- PR：遙遠星球的孩子
- PRイベント：台北国際花卉博覧会（2009年9月15日、東京）